# Räpina
Räpina (võro: Räpinä, tyska: Rappin) är en mindre stad i Põlvamaa i sydöstra Estland. Staden är centralort i Räpina kommun. Räpina hade 2 213 invånare vid folkräkningen år 2021, på en yta av 3,85 km².